# Bretenière
Bretenière é uma comuna francesa na região administrativa da Borgonha-Franco-Condado, no departamento de Côte-d'Or. Estende-se por uma área de 6,03 km². Em 2010 a comuna tinha 937 habitantes (densidade: 155,4 hab./km²).